# Cayos de Tobago
Los Cayos de Tobago (en inglés: Tobago Cays) son un archipiélago integrado por cinco pequeñas islas deshabitadas, ubicadas al sureste del mar Caribe. Pertenecen administrativamente a San Vicente y las Granadinas y geográficamente al conjunto de Islas llamadas Granadinas.
Están ubicados en la parte sur de las Granadinas. Forman parte del Parque Marino de los Cayos de Tobago (Tobago Cays Marine Park), un parque nacional y de protección de la vida salvaje. Son islas cercanas a las islas Unión, Mayreau y Canouan.

## Islas integrantes
- Petit Rameau
- Petit Bateau
- Baradal
- Petit Tabac
- Jamesby

## Turismo
Por su gran atractivo turístico las islas son visitadas por cruceros, yates y diversas embarcaciones, que trasladan a los visitantes a disfrutar de la belleza del lugar.